# That's Adequate
That's Adequate é un film statunitense scritto e diretto da Harry Hurwitz.